# Ciara
Ciara Princess Harris (n. 25 octombrie 1985, Fort Cavazos⁠(d), Coryell, Texas, SUA) este o cântăreață, compozitoare, actriță și dansatoare americană. Cunoscută sub numele Ciara, ea a debutat în anul 2004 cu discul single „Goodies”, care s-a clasat pe poziția 1 în Statele Unite și în Regatul Unit. Cântecul a fost inclus pe albumul omonim lansat în toamna aceluiași an. Alte două piese de pe material au devenit șlagăre, acestea fiind „1,2 Step” și „Oh”. La finele anului 2006, a fost promovat discul Ciara: The Evolution, ce include înregistrări de succes precum „Get Up”, „Promise” sau „Like a Boy”. Albumul a înregistrat vânzări de peste 338.000 de exemplare în prima săptămână doar în S.U.A..
Începând cu anul 2008, Ciara a lucrat la o serie de cântece pentru cel de-al treilea material discografic de studio al său, Fantasy Ride. După mai multe amânări succesive, acesta a fost lansat în prima parte a anului următor, în urma succesului înregistrat de piesa „Love Sex Magic”. În ciuda startului promițător, albumul a devenit un eșec comercial, acest lucru determinând-o pe artistă să înceapă înregistrările pentru un nou disc. În 2010, Ciara a lansat al patrulea album de studio, Basic Instinct, care a fost tot un eșec comercial. În 2011 ea a semnat un contract cu casa de discuri Epic Records, prin intermediul căreia a lansat în 2013 al cincilea album de studio, Ciara. Piesa principală de pe acesta, „Body Party”, a ajuns pe locul al șaselea în clasamentul american Billboard R&B/Hip-Hop. În mai 2015 Ciara a lansat albumul „Jackie”, iar în mai 2019 a lansat albumul „Beauty Marks”.
Ciara a început să joace în filme în anul 2006, debutând ca actriță în All You've Got, urmat de Mama, I Want to Sing! (2012) și That's My Boy (2012). În 2013, Ciara a avut un rol minor în serialul The Game. De la debutul în muzică din anul 2004, Ciara a avut opt cântece în top zece piese din Billboard Hot 100, inclusiv una clasată pe primul loc. A obținut mai multe premii și nominalizări, printre care trei Premii Bet, trei MTV Video Music Awards, trei Premii MOBO și un Grammy. Până în 2015, Ciara a vândut 8 milioane de albume și 15 milioane de cântece la nivel mondial.

## Copilăria și începuturile în muzică
Originară din Austin, Texas, Ciara este singurul copil al cuplului Carlton Clay Harris și Jackie (născută Smith), fiind crescută în baze militare din Germania, New York, California, Arizona și Nevada, deoarece tatăl său era soldat. În timpul adolescenței, familia s-a mutat în Atlanta. Ea a declarat că ideea de a urma o carieră în muzică i-a venit în momentul în care urmărea o emisiune la televizor în care cântau fetele de la Destiny's Child, dar a afirmat că Michael Jackson reprezintă principala sa sursă de inspirație, iar pentru Janet Jackson are „atât de mult respect pentru ceea ce a făcut” și speră să atingă „același nivel înalt al succesului”. Ciara a făcut parte din grupul Hearsay și a început să compună cântece. Formația a înregistrat câteva variante demo ale unor piese, dar au început să existe neînțelegeri între componente. Astfel, Ciara a părăsit formația și l-a întâlnit pe Jazze Pha, numindu-l „sufletul meu pereche din punct de vedere muzical”, începând un parteneriat cu acesta, el ajutând-o să își compună primul disc în studioul său. Cântăreața a absolvit Riverdale High School din Riverdale, Georgia în 2003 și a obținut un contract cu casa de discuri LaFace Records în același an. Interpreta a început să lucreze cu Sean Garrett, împreună cu acesta compunând șlagărul lui Usher, „Yeah!”.

## Cariera muzicală

### 2004 — 2005: Debutul discografic și cunoașterea notorietății
Albumul Goodies a fost lansat pe 28 septembrie 2004 în Statele Unite ale Americii și pe 24 ianuarie 2005 în Regatul Unit. Materialul a debutat pe locul trei în Billboard 200 și pe prima poziție în R&B/Hip-Hop Albums Chart, înregistrând în SUA vânzări de peste 125 000 de exemplare în prima săptămână. Discul a staționat 71 de ediții în clasamentul american, fiind recompensat de trei ori cu platină de către RIAA. Goodies a avut un succes mediocru în alte țări, cum ar fi Taiwan, Noua Zeelandă sau Irlanda, albumul fiind comercializat în peste 5 milioane de exemplare la nivel mondial. Materialul discografic a primit recenzii pozitive din partea celor de la Entertainment Weekly, Rhapsody Music și MTV Asia, iar publicații ca Allmusic și musicOMH consideră că Ciara nu aduce nimic nou pe piața R&B.
„Goodies (în colaborare cu Petey Pablo; cântecul reprezintă un răspuns la piesa acestuia, „Freak-a-Leek”) a fost ales ca prim single de pe albumul de debut al interpretei. Piesa a avut un succes major în Statele Unite, clasându-se timp de șapte săptămâni pe primul loc în Billboard Hot 100, aceeași poziție fiind ocupată și în alte clasamente compilate de Billboard: Hot 100 Airplay, Hot R&B/Hip-Hop Songs, Hot R&B/Hip-Hop Airplay, Rhythmic Top 40 și Top 40 Tracks, ajungând astfel pe locul 4 în topul sfârșitului anului 2004 al acestei reviste. Clasări notabile a obținut și în Regatul Unit, Canada (locul 1), Irlanda (locul 4), Germania (locul 16), Noua Zeelandă (locul 12) Norvegia (locul 15) și Australia (locul 19). Piesa a fost nominalizată la Soul Train Music Awards în 2005 la categoria „Cel mai bun cântec R&B/Soul sau Rap”, iar în 2006 a câștigat secțiunea „Cea mai cântată piesă” la ASCAP Pop Music Awards, alături de „1, 2 Step” și „Oh”. „1, 2 Step” este cel de-al doilea single promovat și este o colaborare cu Missy Elliott. Lansată pe 23 octombrie 2004 în Statele Unite și pe 11 aprilie în Regatul Unit, a devenit cea mai de succes piesă a albumului la nivel mondial, atingând poziții de top 10 în: Canada (locul 1), Statele Unite, Australia, Noua Zeelandă (locul 2), Regatul Unit, Irlanda (locul 3), China (locul 5) și România (locul 9). Cântecul a primit numeroase trofee, o nominalizare la Grammy în 2006 pentru „Cea mai bună colaborare rap” și a fost recompensat cu disc de platină în Statele Unite și Australia. „Oh” este o colaborare cu Ludacris, piesa fiind promovată de pe 15 februarie 2005. În Statele Unite a reprezentat un bun predecesor pentru „1, 2 Steps”, atingând aceeași poziție în Billboard Hot 100 și obținând discul de platină pentru vânzările înregistrate. În alte țări a avut o performanță mai slabă, ajungând în top 20 în Noua Zeelandă (locul 5), Germania, Australia (locul 7), China și Elveția (locul 11). „Oh” a primit discul de aur pentru vânzările de pe teritoriul australian. Cel de-al patrulea single (și ultimul) de pe album a fost „And I”, acesta dovedindu-se a fi un insucces în clasamente, reușind să ajungă doar pe locul 96 în Billboard Hot 100.
În vara anului 2005, Ciara a lansat pe DVD videoclipurile de pe Goodies, documentarele și comentariile sale, discul numindu-se Goodies: The Videos & More. În aceeași perioadă, interpreta a avut o serie de colaborări: cu Missy Elliott pentru „Lose Control” (piesa a primit două nominalizări la premiile Grammy), cu Bow Wow pentru „Like You” și cu Field Mob pentru „So What”, toate cele trei cântece intrând în top 10 în Billboard Hot 100. În decembrie 2005, Ciara a fost cooptată de Gwen Stefani pentru turneul Harajuku Lovers Tour 2005 și de Bow Wow și Chris Brown pentru „Holiday Jam”.

### 2006 — 2007: „Evoluția artistică”

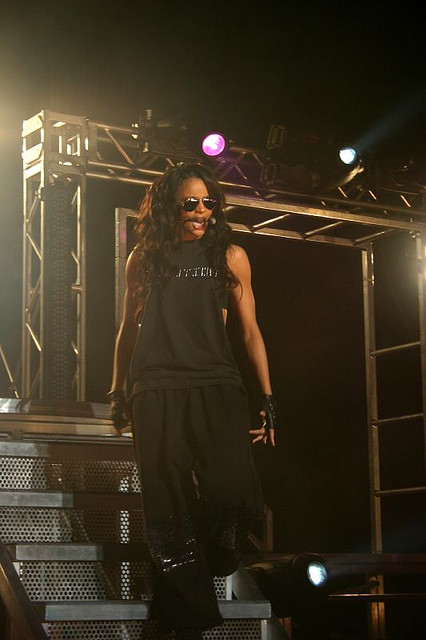
Ciara în concert la San Diego la 12 noiembrie 2006

În vara anului 2006, Ciara a lansat cântecul „Get Up” (în colaborare cu Chamillionaire) de pe coloana sonoră a filmului Step Up, fiind primul single promovat în Statele Unite și al doilea în Europa de pe albumul Ciara The Evolution. Piesa a urcat pe locul 7 în Billboard Hot 100 și pe locul 5 în Noua Zeelandă, fiind lansată de două ori în Regatul Unit ca descărcare digitală, în 2006 și în 2007. În octombrie 2006, Ciara a cântat în șaptesprezece orașe într-un turneu de prezentare a compozițiilor de pe cel de-al doilea material discografic. Acesta a fost lansat pe 5 decembrie 2006, interpreta participând la compunerea tuturor cântecelor de pe Ciara: The Evolution. Albumul a primit în general recenzii pozitive din partea criticilor de specialitate și a debutat pe primul loc în Billboard 200, înregistrând vânzări de 338.000 de exemplare în prima săptămână și a primit discul de platină din partea RIAA. În afara teritoriului Statelor Unite, materialul a avut un succes mediocru, nereușind să intre în top 10 decât în Taiwan Album Chart.

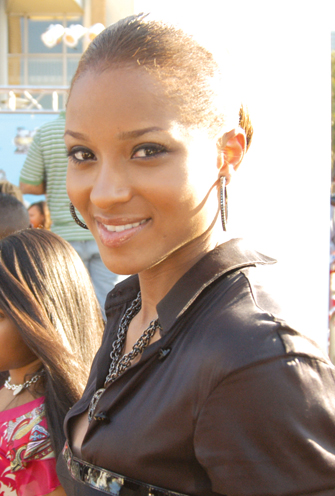
Ciara la gala premiilor BET Hip Hop Awards susținută în Atlanta în octombrie 2007.

Primul single oficial lansat de pe album a fost „Promise”, cântecul ajungând pe locul 11 în Billboard Hot 100. A doua piesă promovată în Statele Unite și prima la nivel mondial a fost „Like a Boy”. Aceasta s-a clasat pe locul 19 in Billboard Hot 100, pe locul 2 în Letonia, pe 8 în Suedia și pe 10 în Franța. A primit discul de platină în S.U.A. și a fost cea mai bine poziționată înregistrare a Ciarei de pe Evolution în topul sfârșitului anului 2007 compilat de revista Billboard (locul 68). La sfârșitul lunii mai 2007, cântăreața a făcut echipă cu Glamour Magazine pentru un concurs, Ciara regizând videoclipul câștigătoarei. Concurentele au fost Tiffany Evans, Paula Campbell și Samantha Jade, evenimentul fiind organizat de către Nissan Motors. Al treilea single lansat a fost ales „Can't Leave 'em Alone”, colaborare cu interpretul de muzică rap 50 Cent, piesa dovedindu-se a fi un insucces comercial, clasându-se doar pe locul 40 în Statele Unite și pe locul 4 în Noua Zeelandă.
Ciara a fost prezentă alături de Lloyd, T-Pain, T.I. și Yung Joc la Screamfest 07, data inițială a turneului fiind 24 iulie 2007, dar a fost amânat pentru 3 august 2007. În acest timp, ea a colaborat cu Tiffany Evans pentru „Promise Ring”, debutul câștigătoarei emisiunii Star Search. Ciara a fost prezentă și în turneul organizat în Regatul Unit al Rihannei, Good Girl Gone Bad Tour. La gala din 2007 a premiilor World Music Awards, Ciara a primit distincția pentru „Cea mai bine vândută cântăreață de R&B”.

### 2008 — 2009: Materialul «Fantasy Ride»
În prima parte a anului 2008, Ciara a început înregistrările pentru un nou material discografic de studio, ce urma să-i succeadă lui Ciara: The Evolution. Albumul intitulat Fantasy Ride se dorea a fi un proiect total diferit față de predecesoarele sale, respectiv, se dorea a fi un material inclus pe trei compact discuri. Artista a dezvăluit faptul că prin intermediul lui Fantasy Ride dorește „să-i ducă pe fani într-o călătorie muzicală”. Cu toate acestea, datorită unor schimbări în cadrul casei de discuri această idee a fost abandonată. „High Price”, o colaborare cu interpretul de muzică rap Ludacris, a fost cântecul ce urma să fie primul extras pe single în luna iunie a anului 2008, însă acesta a fost înlocuit de înregistrarea „Go Girl”, o colaborare cu T-Pain. Lansat în toamna aceluiași an în Statele Unite ale Americii, cântecul a ocupat locul 78 în Billboard Hot 100. Inițial, lansarea albumului Fantasy Ride a fost programată pentru sfârșitul anului 2008, însă datorită eșecului întâmpinat de primul single acesta a fost amânat până în luna mai a anului următor, titulatura cântecului „Go Girl” fiind și ea schimbată în aceea de disc promoțional.
La începutul anului 2009 Ciara a lansat cântecul „Never Ever”, despre care s-a afirmat faptul că este primul extras pe single al albumului. Înregistrarea compusă de Polow Da Don a fost apreciată într-un mod pozitiv de către critica de specialitate, însă a ocupat poziții mediocre în Billboard Hot 100. Lansarea la nivel internațional a fost anulată, singura prezență notabilă la nivel global fiind înregistrată în Suedia, unde a urcat până pe treapta cu numărul 25. Tot în jurul aceleiași perioade a fost promovată în Europa piesa „Takin' Back My Love”, o colaborare cu artistul spaniol Enrique Iglesias, inclusă pe albumul său de compilație Greatest Hits. Lansat ca cel de-al doilea single al materialului după „Away”, „Takin' Back My Love” a devenit un hit la nivel european. Înregistrarea a urcat până pe locul 1 în Bulgaria și România și a câștigat clasări de top 10 în țări precum Belgia, Danemarca, Franța, Grecia, Irlanda sau Rusia.
Ulterior, artista a lansat cântecul „Love Sex Magic” atât în S.U.A. cât și la nivel mondial. Piesa, o colaborare cu Justin Timberlake, a devenit în scurt timp un succes la nivel global, intrând în top 10 în majoritatea listelor muzicale unde a activate. „Love Sex Magic” a primit un disc de aur în Noua Zeelandă, un disc de platină în Australia. și a obținut o nominalizare la premiile Grammy la categoria „Cea mai bună colaborare pop vocală”. Fantasy Ride a fost lansat pe data de 3 mai 2009 în Regatul Unit și două zile mai târziu în Canada și Statele Unite ale Americii. Albumul a debutat pe locul 3 în Billboard 200, datorită celor peste 81.000 de exemplare comercializare în prima săptămână. Aceste cifre marchează cele mai slabe vânzări ale unui material lansat până în prezent de Ciara în prima săptămână. Cu toate acestea, discul a primit în general recenzii pozitive și a devenit prima intrare a artistei în primele zece locuri ale clasamentelor ce evidențiază vânzările albumelor din Irlanda și Regatul Unit, în cea din urmă țară primind un disc de argint. Următoarele extrase pe single au fost „Like a Surgeon” (pentru Statele Unite ale Americii) și „Work” (lansat în piețele muzicale internaționale). Primul dintre acestea, a primit în general recenzii negative din partea criticilor de specialitate și a obținut locul 59 în Billboard Hot R&B/Hip-Hop Songs, în timp ce „Work” a intrat în clasamentele din Australia și Europa. Pentru a promova materialul Fantasy Ride Ciara a cântat în deschiderea unor concerte ale interpretei americane Britney Spears, în timpul turneului „The Circus Starring: Britney Spears”. De asemenea, artista a mai participat alături de interpretul de muzică rap Jay-Z la o serie de șase concerte și a declarat faptul că în viitor și-ar dori să își inițieze propriul turneu de promovare al albumului Fantasy Ride, însă acest lucru a fost anulat datorită sesiunilor de înregistrări realizate pentru noul album.

### 2009 — 2011: Albumul «Basic Instinct»
La finele lunii septembrie a anului 2009 au fost dezvăluite informații conform cărora Ciara a început o serie de înregistrări pentru cel de-al patrulea material discografic de studio din cariera sa. Pentru conceperea albumului artista i-a contactat pe producătorii Christopher „Tricky” Stewart și Teius „The-Dream” Nash, cei doi ocupându-se de acest proiect încă din vara anului 2009. Despre conceptul discului, Stewart a declarat că „albumul va include cântece alerte, dar va avea mai multă substanță decât precedentul. [...] Ea poate dansa și vrem să scoatem în evidență calitățile pe care le are ea și alte persoane nu”. De asemenea, același compozitor a subliniat faptul că singurul care o va acompania vocal pe Ciara va fi The-Dream. Simultan, solista a colaborat cu producătorul Rodney „Darkchild” Jerkins pentru acest material, conform lui Jerkins. Discul se dorea a fi promovat la finele anului 2009, însă Ciara a hotărât să programeze lansarea albumului la începutul anului 2010. Cu toate acestea, materialul a fost decalat succesiv, asemeni lui Fantasy Ride, distribuirea luând startul doar la finele anului amintit.
Primul single al materialului se intitulează „Ride” și reprezintă o colaborare cu Ludacris. Compoziția s-a bucurat de succes în clasamentele de muzică R&B din Statele Unite ale Americii, unde a câștigat locul al treilea, devenind cel de-al doisprezecelea șlagăr de top 10 al solistei. În cea de-a doua jumătate a anului 2010 Ciara a început un turneu promoțional pentru a crește notorietatea albumului, în timp ce casa de discuri LaFace/Sony BMG a anunțat următoarele extrase pe single și a dat publicității coperțile acestora. Anterior, Ciara a apărut în videoclipul „Lil Freak” al lui Usher, cu care a susținut ulterior un duet în timpul evenimentului World Leadership Awards. De asemenea, solista a colaborat cu interpretul la înregistrarea „Hot Tottie”, inclusă pe discul EP Versus, însă porțiunile artistei nu au fost adăugate pe versiunea finală imprimată pe material. În ultima parte a anului 2010 au fost promovate alte două discuri single, „Speechless” și „Gimmie Dat”, ambele beneficiind de câte un videoclip. Materialul pe care au fost incluse cele două și „Ride”, a fost lansat în luna decembrie a aceluiași an, sub titulatura Basic Instinct. Conform solistei, acesta reprezintă o întoarcere la stilul muzical preponderent urban abordat la începutul carierei sale, abandonând elementele specifice muzicii pop prezente pe Fantasy Ride. Albumul a fost promovat printr-o serie de concerte, interpretări ale înregistrării „Gimmie Dat” (în spectacole precum The Ellen DeGeneres Show sau Lopez Tonight) și un cântec promoțional, „Basic Instinct (U Got Me)”. Niciuna dintre cele două compoziții promovate nu s-a bucurat de succesul experimentat de „Ride”, ocupând poziții slabe în unele ierarhii din S.U.A., cel din urmă activând limitat și Regatul Unit. Materialul a debutat pe locul patruzeci și patru în Billboard 200, lucru datorat celor aproximativ 37.000 de exemplare comercializate în primele șapte zile de disponibilitate. Aceste aspecte reprezintă cea mai slabă performanță obținută de un album semnat Ciara, marcând totodată o scădere constantă a vânzărilor interpretei. La nivel global Basic Instinct a activat similar, ocupând poziții slabe în Elveția și intrând în ierarhiile secundare din țări precum Australia sau Regatul Unit. Un al patrulea single, „Turn It Up” (în colaborare cu Usher) urma să fie trimis posturilor de radio americane, însă acest lucru nu s-a mai materializat; într-un final Ciara confirmând anularea lansării. Mai mult, în februarie 2011 solista s-a declarat nemulțumită de atitudinea casei de discuri cu privire la proiectul Basic Instinct, blamând compania pentru faptul că refuzase să promoveze discurilor single prin intermediul posturilor de radio, dar și de faptul că a fost nevoită să își finanțeze pe cont propriu videoclipul pentru „Gimmie Dat”, acuzând Jive Records și de faptul că a încercat să stopeze compoziția. De asemenea, Ciara a cerut dizolvarea contractului cu casa de discuri, ca urmare a aspectelor subliniate și datorită rezultatelor dezamăgitoare obținute de Fantasy Ride și Basic Instinct. La 12 iulie 2011 Ciara s-a reunit cu L.A. Reid, semnând cu casa sa de discuri Epic Records, mutare confirmată oficial în septembrie 2011.

### 2012 — 2013: Albumul «Ciara»

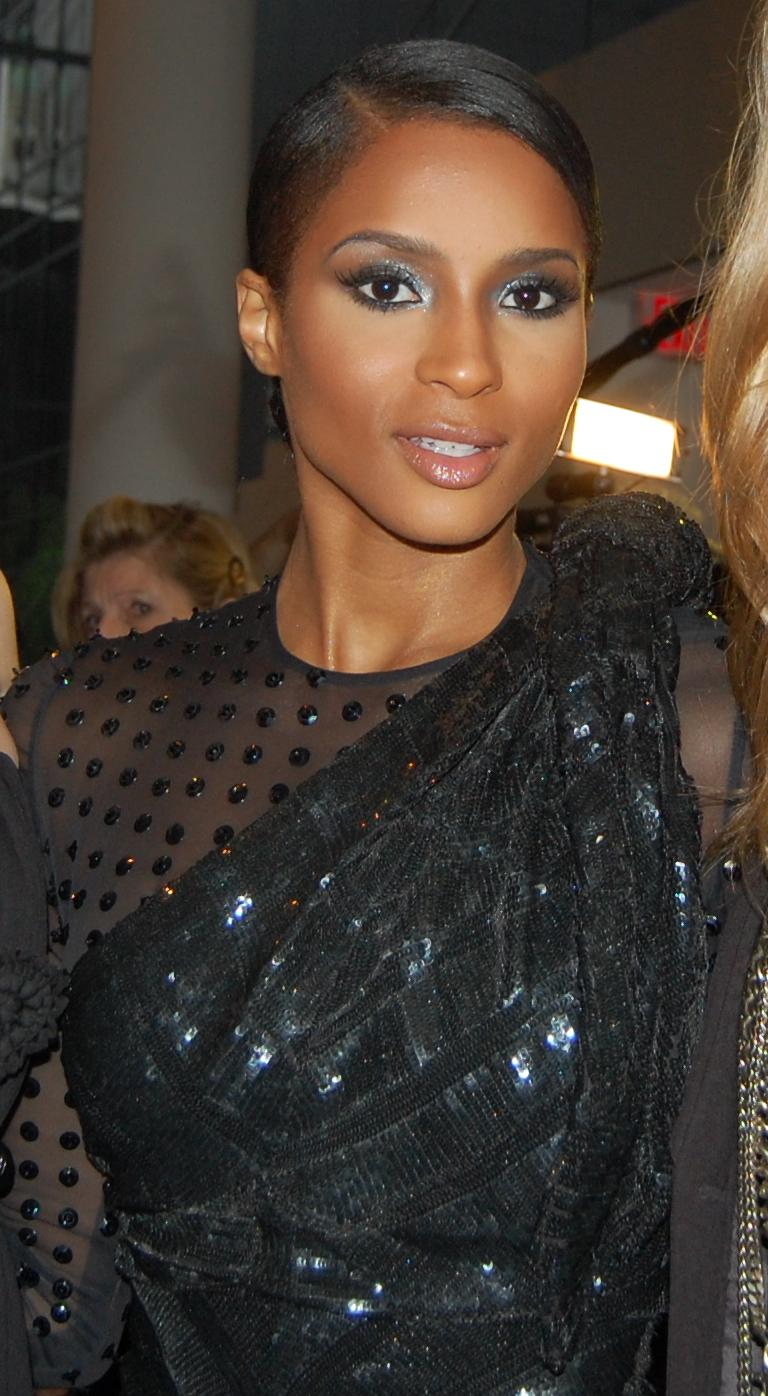
Ciara

În cadrul unui interviu dat pentru Sway in the Morning în februarie 2012, Ciara a dezvăluit că a început înregistrările la cel de-al cincilea album al său, menționând că: „Este vorba numai despre senzație, și îți pot spune că am o senzație plăcută. Este foarte important pentru mine și echipa mea să nu mă grăbesc cu acest album. Simt o energie cu adevărat pozitivă.” Pentru acest album Ciara a lucrat cu mai mulți producători și compozitori precum Hit-Boy, Soundz, Diane Warren, Tricky Stewart și The Underdogs. Despre aceștia, Ciara a menționat că „Am lucrat cu niște oameni care vin cu idei proaspete, lucru care mă entuziasmează foarte mult... Când vine vorba de artiști, de compozitori și de producători, vreau să-mi depășesc limitele. Am lucrat cu mulți oameni cu care nu am mai lucrat înainte, lucru foarte amuzant.”
Inițial ea a dorit să-și intituleze albumul One Woman Army, după cum a declarat într-o conferință de presă din mai 2012 organizată de MTV, anunțând totodată că primul single de pe acest album va fi „Sweat”. Piesa, la care a colaborat cu rapperul 2 Chainz, a fost lansată online la 4 iunie 2012 și trebuia să fie lansată pe iTunes la 19 iunie 2012. Totuși, s-a renunțat la această piesă în ultimul minut fără a se da vreun motiv. La 13 august 2012, Ciara a anunțat că noul single principal al albumului va fi „Sorry”. La 13 septembrie 2012 a fost publicat videoclipul melodiei „Sorry” pe 106 & Park a BET și de VEVO. „Sorry” a putut fi descărcat digital pe 25 septembrie 2012, și a fost difuzat la posturile de radio urban și R&B la 9 octombrie 2012. În Statele Unite, „Sorry” a ajuns până pe locul patruzeci în Billboard Hot R&B/Hip-Hop Songs și pe 22 în Billboard's Bubbling Under Hot 100 Singles.
La 21 octombrie 2012, revista Rap-Up a publicat un videoclip legat de producerea cântecului „Got Me Good”, al doilea single de pe album. Videoclipul, regizat de Joseph Kahn, a fost pentru prima dată difuzat la 25 octombrie 2012 la Sony JumboTron din Times Square în New York. Acesta a fost lansat pentru descărcare digitală la 6 noiembrie 2012. „Got Me Good” a fost difuzat petru prima oară pe posturi de radio R&B pe 13 noiembrie, și, începând cu data de 4 decembrie, și pe cele mainstream .
La 15 aprilie 2013, zi în care a fost dezvăluite și titlurile cântecelor de pe album, s-a anunțat că titlul acestuia a fost schimbat din One Woman Army în Ciara. Din cauză clasării sub așteptări a cântecelor „Sweat”, „Sorry” și „Got Me Good”, lansate în trecut pentru acest album, ele au fost înlocuite cu un nou cântec intitulat „Body Party”. Lansat în martie 2013, „Body Party” a ajuns pe locul al douăzeci și doilea în Billboard Hot 100 și pe doi în Billboard „Hot R&B/Hip-Hop Songs”. Al doilea single de pe album a fost „I'm Out”, în colaborare cu Nicki Minaj. Albumul a fost lansat pe 9 iulie 2013. „Ciara” a debutat pe locul al doilea în clasamentul Billboard 200, cu 59.000 de exemplare vândute în prima săptămână numai în Statele Unite. A fost al patrulea album al Ciarei care a intrat în primele trei albume din clasamentul Billboard destinat acestora. Albumul s-a clasat pe locul al doilea în Top R&B/Hip-Hop Albums
Pe lângă muzică, Ciara a jucat în 2012 și în două filme. Primul, Mama, I Want to Sing!, a fost lansat direct pe DVD. Ea a jucat în rolul lui Amara Winter, fiica unui predicator care a fost descoperită de un muzician recunoscut. În al doilea, That's My Boy, ea a jucat rolul Briei. Ciara a fost invitată și în primul episod al sezonului al șaselea al The Game, în care a apărut cu cea mai bună prietenă a sa, Lauren London și care a fost difuzat la 26 martie 2013. Ea a mai apărut și în alte episoade ale aceluiași sezon.

### 2014 — prezent: Albumele «Jackie» și «Beauty Marks»

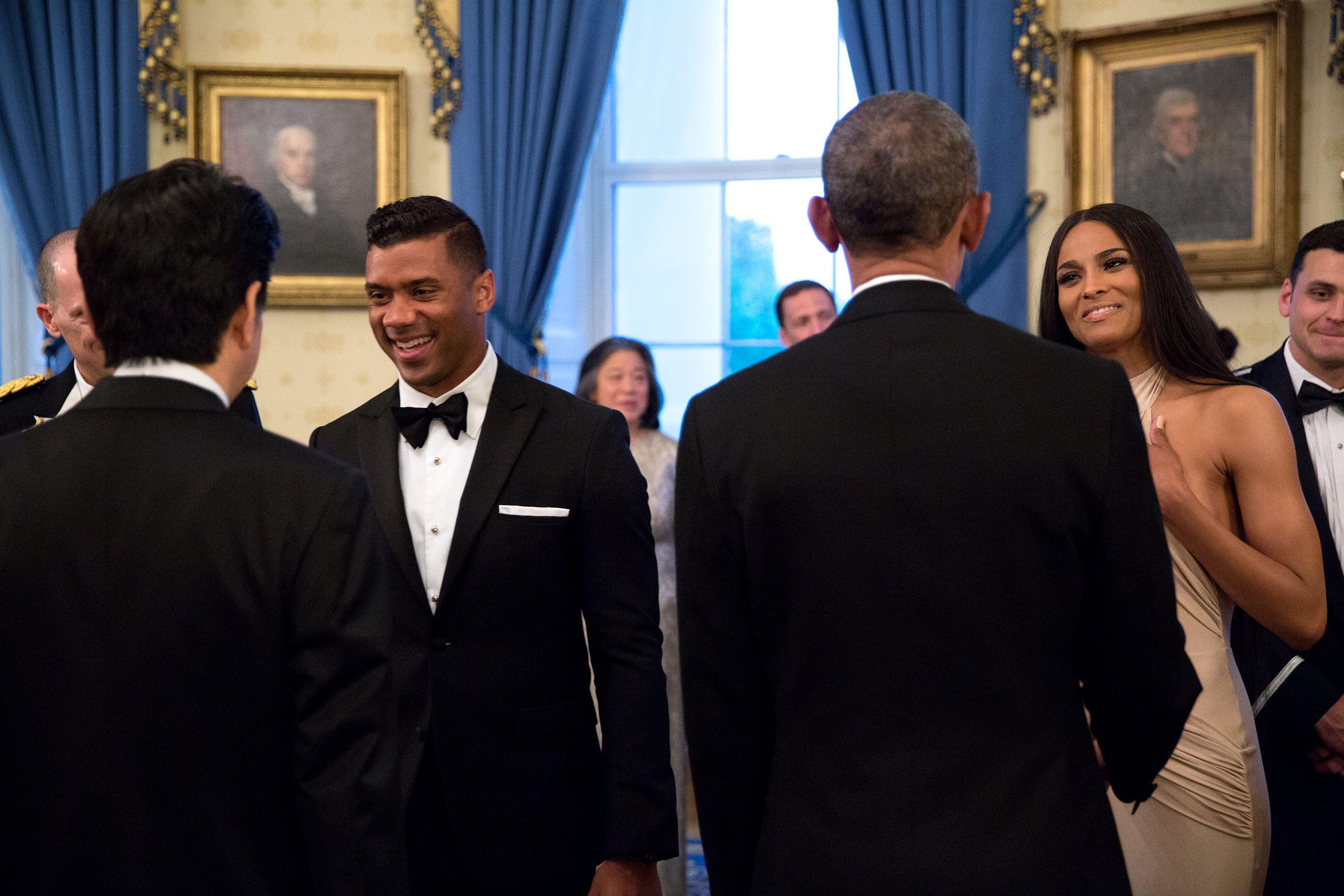
Ciara întâmpinându-l pe Barack Obama la Casa Albă în 2015

În septembrie 2013, producătorul Mike WiLL Made It a dezvăluit că Ciara a început înregistrările pentru cel de-al șaselea album. În decembrie 2013, Ciara însăși a confirmat acest lucru. Într-un interviu dat revistei Rap-Up Ciara a dezvăluit că înregistrările la album au început în jurul Zilei Recunoștinței a anului 2013 și că va lansa noi cântece „curând”. La sfârșitul lunii ianuarie 2014, Ciara a interpretat live piesa „Anytime” la Degree Women Grammys Celebration din Los Angeles, desfășurat la 2 februarie 2014. Pentru varianta de studio produsă de Boi-1da și Katalyst ea a colaborat cu pe atunci prietenul și rapperul Future.
În mai 2015, Ciara a pornit în primul ei turneu de după șase ani, intitulat Turneul Jackie. Primul concert din cadrul turneului a avut loc pe 3 mai 2015 la Chicago, urmat de concerte la New York, Boston, New Orleans, Dallas și Los Angeles. Ultimul concert al turneului l-a susținut la San Francisco pe 31 mai. Al șaselea album, Jackie, la care a colaborat cu Pitbull, Joe Jonas, Missy Elliott și R3hab, a fost lansat la 4 mai 2015. Acesta a debutat pe locul al șaptesprezecelea în clasamentul Billboard 200 cu 19.900 de exemplare vândute, fiind albumul cu cele mai mici vânzări în prima săptămână din toate cele șase ale Ciarei. La 23 mai 2015 Jackie ocupa locul al doilea în Top R&B/Hip-Hop Albums. „I Bet”, piesa principală de pe albumul Jackie, a fost lansată la 26 ianuarie 2015,
a primit recenzii favorabile din partea criticilor și a ajuns pe locul 43 în Billboard Hot 100. Al doilea single de pe album, „Dance Like We're Making Love”, a fost lansat la 28 aprilie 2015, în timp ce al treilea single, „Give Me Love” a fost lansat la posturile de radio urban contemporane americane la 9 iunie 2015. Pe 27 ianuarie 2017, a semnat un contract cu Warner Bros. Records.
Pe 17 iulie 2018, Ciara a lansat un nou videoclip, „Level Up”. Piesa face parte din cel de-al șaptelea ei album de studio, intitulat Beauty Marks, a fost lansat pe 10 mai 2019. Pe lângă „Level Up”, albumul cuprinde single-uri precum „Freak Me”, „Dose", "Greatest Love” și „Thinkin Bout You”. Ciara a interpretat „Thinkin Bout You” la Gala Premiilor Muzicale Billboard 2019.

## Stilul muzical
Ciara o citează pe Janet Jackson ca fiind una dintre cele mai importante modele ale sale, afirmând: „Mi se pare că doar ieri urmăream videoclipurile ei la televizor; acum, unele persoane mă compară cu ea”. Criticul de la djbooth.net observă similitudinile dintre cele două: „Ca și Janet, ea a intrat în conștiința națională ca o tânără care impune respect pentru cântecele sale dansabile, coregrafii și un stil feminist. Pentru cel de-al treilea album, Fantasy Ride, Ciara continuă pe aceeași traiectorie ca și Janet, devenind confortabilă cu sexualitatea sa fără a fi privită ca un obiect sexual”. Materialul Ciara: The Evolution a fost comparat de revista Stylus cu cel de-al doilea album lansat de Aaliyah, „One in a Million”, afirmând că Ciara este „o păpușă ce încearcă sa-și găsească vocea”. Alți critici muzicali au comparat stilul Ciarei cu cel adoptat de Destiny's Child, Beyoncé Knowles, Kelly Rowland sau Jennifer Lopez.
Ciara este o altistă, vocea ei a fost descrisă de Times ca fiind „șoptitoare, feminină”, aceasta fiind susținută de „o linie melodică puternică”. Revista Slant consideră că pe parcursul cântecului „Goodies”, Ciara folosește un sunet fals de operă și un fluierat oscilant, iar Gary Numan de la The Guardian consideră că interpreta are o întindere vocală limitată și că pare a cânta într-un mod distrat. PopMatters afirmă că „dacă aceasta este vocea pe care o are, ar fi mai bine sa renunțe la balade și să rămână la piese dansabile în stilul hip-hop sau crunk”. Katie Toms de la The Guardian a scris că registrul vocal folosit în piesa „I Don't Remember” poate fi comparat cu cel al lui Mariah Carey.
Majoritatea cântecelor de pe Goodies au ca temă independența sau sexualitatea, în „Goodies” ea tachinând bărbații; „însă spre final[ul albumului] ea pledează: «vreau să mă știe lumea ca fiind iubita ta»”. Genul muzical adoptat este o combinație intre crunk si R&B, numit crunk'n'b, existând influențe din muzica electronică și „balade stigmate”. Și pe al doilea album sunt cântece ce au teme feministe ca „Like a Boy”, considerat de About.com ca fiind „intoxicant”, iar pe refrenul piesei „That’s Right”, Ciara cântă rap. Rolling Stone consideră că înregistrările dance de pe Fantasy Ride reprezintă cauza insuccesului materialului.

## Proiecte non-muzicale
Actorie

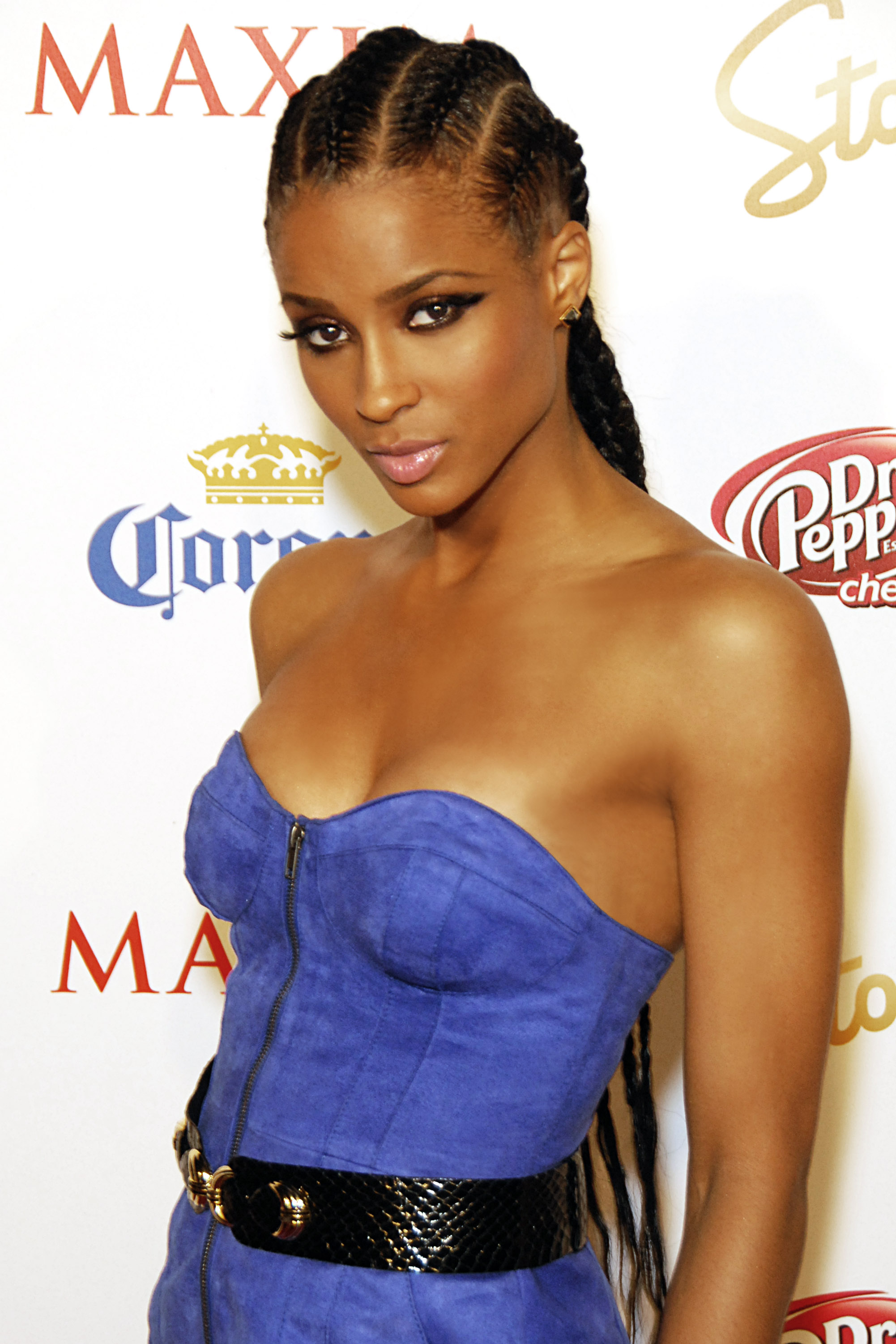
Ciara în cadrul unui eveniment organizat de revista Maxim în mai 2009.

În luna mai a anului 2005, artista și-a făcut debutul în lumea cinematografiei prin intermediul filmului All You’ve Got, produs, promovat și difuzat de postul de televiziune MTV. Ciara interpretează rolul lui Becca Watley, căpitanul echipei de volei „Micile Madonne” (în limba engleză: „the Little Madonnas”), echipa liceului. All You’ve Got a fost lansat în format DVD pe data de 23 mai 2006, de la această dată fiind începută și comercializarea materialului.
Ulterior, Ciara a luat parte la filmările peliculei Mama, I Want to Sing!, care este construit pe baza musicalului jucat pe Broadway. Harris interpretează rolul unei tinere ce este fiica unui predicator și devine în scurt timp un star al muzicii pop. Inițial, filmul se dorea a fi lansat în luna octombrie a anului 2008, însă premiera a fost amânată până în toamna anului următor, datorită unei noi serii de filmări.
Design vestimentar
În luna iunie a anului 2008, Ciara a declarat faptul că ia în considerare ideea înființări unei linii de îmbrăcăminte. Pentru acest lucru, artista a luat legătura cu compania Steve & Barry’s, care găzduiesc și liniile vestimentare „Bitten”, a lui Sarah Jessica Parker și „Starbury”, ce aparține sportivului Stephon Marbury. În viziunea artistei, această colecție avea ca scop combinarea stilului său personal de îmbrăcăminte cu prețuri potrivite pentru oamenii de rând. În ciuda planurilor, linia vestimentară nu a mai fost lansată și discuțiile au fost încheiate în momentul în care compania a dat faliment și a început lichidarea.

## Imaginea

Ciara pe coperta controversatului număr din luna octombrie 2008 a revistei Vibe.

În vara anului 2008, artista a semnat un contract de impresariere cu agenția de fotomodele Wilhelmina Models. Încă de la lansarea sa pe piața muzicală, Ciara a devenit un personaj des menționat în presă. Astfel, artista a apărut pe copertele unor reviste precum Billboard, King, Jewel, Rap-Up, Trace, sau Vibe.
La finele anului 2008, o ședință fotografică pentru revista Vibe a dat naștere unei serii de controverse, datorită faptului că atât pe copertă cât și în majoritatea imaginilor artista apare fără haine. Inițial, Ciara a declarat faptul că îi va chema în judecată pe reprezentanții revistei, deoarece pozele au fost refăcute în așa fel încât să o arate complet dezbrăcată. Interpreta a mai afirmat referitor la acest caz următoarele: „Este dramatic. Sunt foarte tristă. Aproape orice poză pe care o vezi pe coperta revistei Vibe și nu numai, sunt prelucrate. Vreau să publice pozele neprelucrate pentru ca oamenii să vadă adevărul”. Cu toate aceste, editorul Danyel Smith a clarificat faptul că Harris nu a dat în judecată publicația, susținând totodată că „Vibe nu ar pune pe coperta pe nimeni într-o ipostază pe care ei nu ar dori-o. Nu am făcut niciodată asta.” Ciara afirmă faptul că ședința fotografică nu a decurs cum se aștepta și că imaginile făcute publice în numărul din octombrie 2008 al publicației o dezavantajează, însă nu dorește să creeze un scandal pe această temă. Paradoxal, într-o înregistrare video artista declară faptul că a fost mulțumită de cele petrecute pe platoul de filmare.

## Filantropie
În vara anului 2008 interpreta a lansat în colaborare cu alte paisprezece cântărețe cunoscute, printre care Mariah Carey, Beyonce, Mary J. Blige, Fergie, Rihanna, Leona Lewis, Carrie Underwood, Ashanti, Keyshia Cole sau Natasha Bedingfield, un disc single intitulat „Just Stand Up!”, profiturile obținute din comercializarea sa fiind donate campaniei ce luptă împotriva cancerului Stand Up To Cancer. Cântecul a urcat până pe locul 11 în clasamentul american și a obținut locul 7 în Italia. Înregistrarea a fost promovată în cadrul emisiunii speciale Stand Up To Cancer difuzate simultan de programele ABC, NBC și CBS. Spectacolul a ajutat campania în strângerea de fonduri, în urma acestuia fiind încasate peste 100 de milioane de dolari americani destinați finanțării unei serii de cercetări.
La finele aceluiași an, Ciara a luat parte la campania fundației „Pune-ți o dorință” (în limba engleză: „Make a Wish”). Artista a ajutat la împlinirea dorinței unei fetițe cu deficiențe mintale, ce voia să învețe coregrafia realizată în videoclipul cântecului său 1,2 Step.

## Discografie
Albume de studio
- Goodies (2004)
- Ciara: The Evolution (2006)
- Fantasy Ride (2009)
- Basic Instinct (2010)
- Ciara (2013)
- Jackie (2015)
- Beauty Marks (2019)

## Filmografie
| An   | Film                  | Rol          | Note           |
| ---- | --------------------- | ------------ | -------------- |
| 2006 | All You've Got        | Becca Watley | MTV            |
| 2012 | Mama, I Want to Sing! | Amara Winter | Filmat în 2009 |
| 2012 | That's My Boy         | Brie         |                |

| An   | Titlu                      | Rol                                         | Note                                      |
| ---- | -------------------------- | ------------------------------------------- | ----------------------------------------- |
| 2009 | America's Next Top Model   | Ea însăși ca model                          | Szonul 12, episodul 8                     |
| 2012 | Idols South Africa         | Rolul propriei persoane; jurat invitat      | Sezonul 8 Top 2 – Final                   |
| 2013 | The Game                   | Rolul propriei persoane; prietena lui Keira | Rol recursiv (sezonul 6)                  |
| 2015 | I Can Do That              | Ea însăși                                   | Concurent celebritate                     |
| 2015 | Nicky, Ricky, Dicky & Dawn | Ea însăși                                   | Invitată specială; episodul: Go Hollywood |
| 2016 | Billboard Music Awards     | Ea însăși                                   | Co-gazdă cu Ludacris                      |